# Escándalo del Burning Sun
El escándalo del Burning Sun fue un escándalo sexual y de entretenimiento de 2019 en Seúl, Corea del Sur, que involucró a varias celebridades, incluidos ídolos coreanos de grupos populares de K-pop y a oficiales de policía. Fue el escándalo más grande que golpeó a la industria del K-pop. Las denuncias de delitos sexuales involucrados se sumaron a la "epidemia" del país de lo que se llama allí molka, una palabra coreana para la distribución en línea de videos sexuales sin consentimiento tomados generalmente de mujeres, y el escándalo se convirtió en forraje para los partidos políticos, que discutieron sobre cómo tratarlo.
Comenzó el 28 de enero de 2019, cuando MBC Newsdesk informó sobre un presunto asalto de noviembre de 2018 a un miembro del personal masculino en Burning Sun, un club nocturno prominente en la región de Gangnam, por un miembro del equipo. La investigación de la Agencia de Policía Metropolitana de Seúl pronto se convirtió en una relacionada con la supuesta participación del club en la prostitución, el tráfico de drogas y la corrupción policial. Seungri, un cantante de la banda Big Bang, y uno de los directores del club, posteriormente renunció a la industria del entretenimiento el 11 de marzo de 2019, luego de ser acusado de soborno sexual.
El escándalo rápidamente abarcó acusaciones de violación y cámaras espía cuando el cantante y animador Jung Joon-young confesó haberse filmado en secreto teniendo sexo con mujeres y compartiendo los videos, sin su conocimiento o consentimiento, en las salas de chat de KakaoTalk de Jung Joon-young, y renunció de la industria del entretenimiento el 12 de marzo de 2019. Mientras investigaba el escándalo de Burning Sun, SBS funE descubrió videos que datan de 2015 a 2016, así como conversaciones que compartió en grupos de chat en la aplicación de redes sociales KakaoTalk con Seungri y conocidos. La exposición de la sala de chat afectó de inmediato a algunas celebridades, y más a medida que se desarrollaba el caso. El 14 de marzo, Yong Jun-hyung de Highlight y Choi Jong-hoon de FT Island renunciaron a sus cargos, luego de acusaciones hacia ellos de que participaban en las salas de chat, y la agencia de Lee Jong-hyun de CNBLUE admitió su participación el 15 de marzo.
Los procedimientos legales para las investigaciones penales generadas por el escándalo continuaron en 2021. Aunque varios agentes de policía fueron disciplinados por sus acciones relacionadas con el club Burning Sun, los dos casos de mayor perfil resultaron en absoluciones en los juicios. El codirector ejecutivo de Burning Sun, Lee Sung-hyun, testificó que le había pagado a un ex oficial de policía, Kang, para cubrir un incidente con un menor de edad, pero la sentencia de prisión de un año de Kang fue anulada por falta de pruebas de que había recibido el dinero. Además, un caso muy publicitado involucró a un alto oficial de policía, Yoon Gyu-geun, quien fue arrestado por acusaciones de soborno y favores de mediación para el club Burning Sun, y otros, que terminaron con un veredicto de inocencia en su primer juicio. Entre otros veredictos, el co-CEO de Burning Sun, Lee Moon-ho, fue sentenciado a un año de prisión por uso habitual de drogas, incluyendo éxtasis y ketamina en clubes de Gangnam, y uno de los promotores del club, el doctor médico Cho, a cuatro años y seis meses por consumo y contrabando de droga. Debido al interés público en el escándalo, la policía realizó redadas de drogas en lugares de entretenimiento que arrojaron cientos de arrestos relacionados con drogas, un gran porcentaje relacionado con éxtasis y GHB, una droga común para violaciones en citas; junto con casos de agresión sexual y violación, y la filmación de videos ilegales durante el consumo de drogas.
El socio comercial de Seungri, Yoo In-seok, admitió haber proporcionado prostitutas a sus posibles inversores japoneses y recibió una sentencia suspendida de tres años de libertad condicional por eso y un cargo de malversación de fondos. El jefe de la agencia de entretenimiento de Seungri, Yang Hyun-suk, admitió haber apostado y realizado transacciones ilegales de dinero en los casinos de Las Vegas y fue sentenciado a pagar una multa en el juicio, junto con tres asociados de YG y YGX. El caso de Seungri concluyó en enero de 2022, en un tribunal militar de apelaciones, con una pena de prisión reducida de un año y medio y una multa. Los nueve cargos incluían juegos de azar habituales en el extranjero y transacciones ilegales de dinero, mediación y compra de prostitución, instigación a la violencia, violación de la Ley de Delitos Económicos Específicos, malversación de fondos, compartir fotos ilícitas y violación de operaciones comerciales.

## Trasfondo

### Club Burning Sun

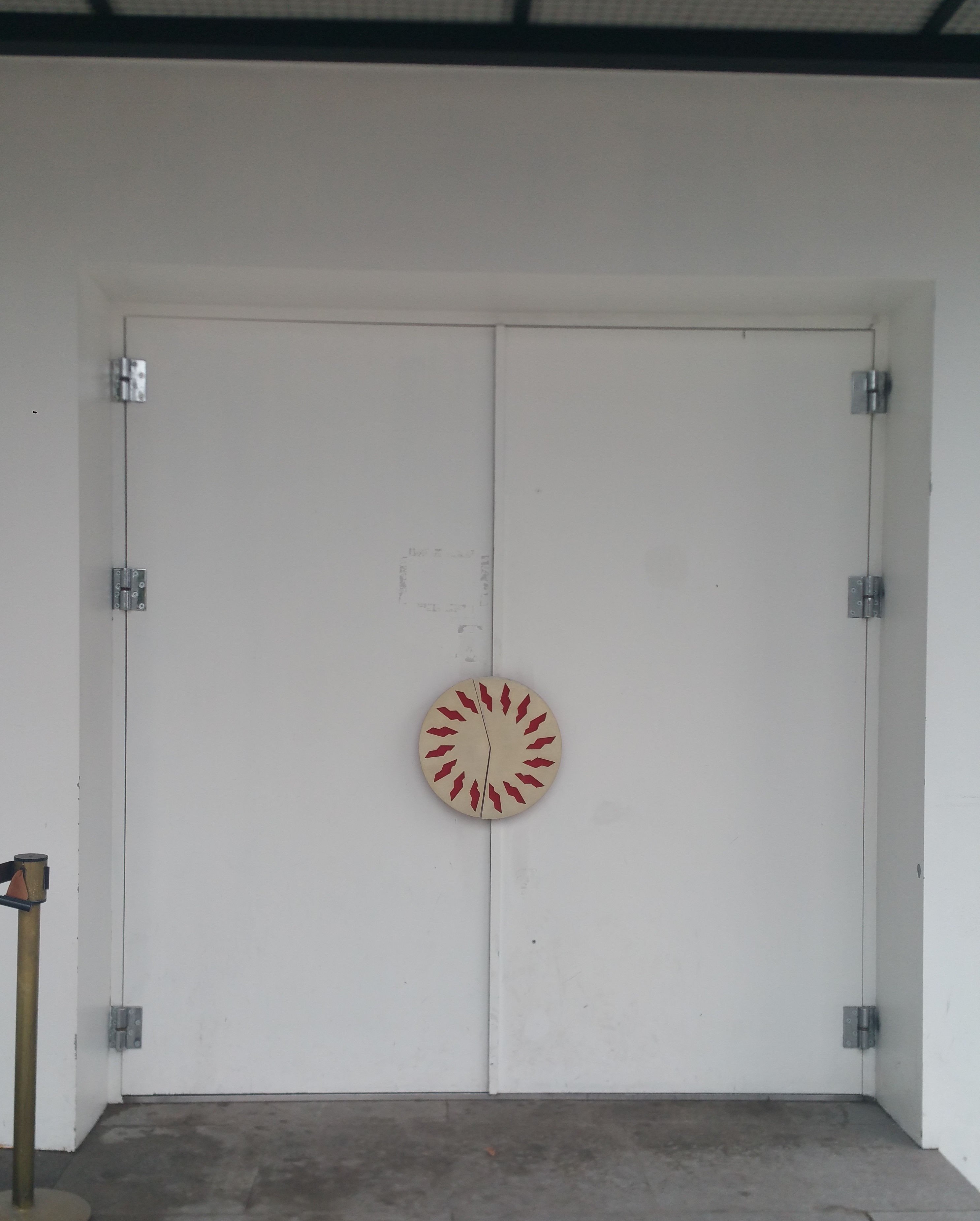
Entrada cerrada del Club Burning Sun, Hotel Le Méridien, Gangnam. 27 de marzo de 2019.

El club nocturno Burning Sun, (Hangul: 클럽 버닝썬, Club Burning Sun), abrió en el hotel Le Méridien Seoul en Yeoksam-dong, Gangnam-gu, el 23 de febrero de 2018, y cerró durante la investigación del escándalo del 17 de febrero de 2019. El hotel de lujo acababa de reemplazar al Hotel Ritz Carlton y abrió en septiembre de 2017, meses antes de la apertura del Burning Sun. El club nocturno a menudo se llamaba "Seungri's Club", debido a su afiliación con el ídolo del K-pop Seungri de Big Bang.
El club de Burning Sun se anunciaba a sí mismo como "el club más elegante de Corea del Sur". Incluyó un sótano para EDM, un segundo nivel para hip hop, entrada vip, 60 mesas vip cerca de la caja de DJ y del escenario, amplias pistas de baile y alojamiento para 1000 invitados. El menú de bebidas enumeraba champán Armand de Brignac y juegos de coñac de Louis XIII, con un precio de miles de dólares. El sistema de sonido fue instalado por Funktion-One, una empresa extranjera especializada, cuyo experto en sonido, Tony Andrews, fue invitado al club para afinar el sonido. Seungri se desempeñó como uno de los DJ, junto con otros artistas invitados locales y visitantes como R3hab.
Los directores ejecutivos del club eran Lee Moon-ho y Lee Sung-hyun, exmiembro de la junta directiva de la empresa que operaba el hotel Le Méridien Seoul. Seungri fue uno de los siete directores internos y renunció a su cargo en enero de 2019. Seungri fue cofundador de Yuri Holdings, accionista de Burning Sun Entertainment que operaba el club, y poseía hasta el 20 por ciento de las acciones, que se estableció en marzo de 2016, con Yoo In-seok, para administrar sus negocios de restaurantes y entretenimiento. Seungri renunció a su cargo a mediados de febrero y Yoo hizo lo mismo el 13 de marzo. Seungri describió su relación con el club en una entrevista con The Chosun Ilbo, publicada el 22 de marzo de 2019, diciendo que el director ejecutivo Lee Moon-ho, un amigo suyo, era el operador del club y estaba a cargo, mientras que se usaba el nombre de Seungri para la comercialización, después de su inversión inicial de 10 millones de wones (alrededor de US $ 8800). En la entrevista, Seungri dijo que el desglose de las acciones de Burning Sun era el siguiente: propietarios de Le Méridien Seoul, 42 por ciento; Lee Sung-hyun (CEO de Le Méridien Seoul), 8 por ciento; Yuri Holdings, 20 por ciento, Madam Lin (inversora taiwanesa), 20 por ciento; y Lee Moon-ho, 10 por ciento.

### Otros clubes
Monkey Museum fue el primer club de Gangnam en asociarse al nombre de Seungri y abrió el 27 de julio de 2016 en el exclusivo barrio de Cheongdam-dong, en Gangnam-gu. Era un moderno bar estilo salón de hip hop, copropiedad de Seungri, Yoo y un grupo de cantantes de K-pop. Durante la investigación del escándalo, se convirtió en uno de los primeros cargos no relevantes contra Seungri, de operación ilegal como bar, mientras estaba registrado como restaurante; y luego involucró acusaciones de malversación de fondos por parte de Seungri y Yoo.
Club Arena fue un club de baile que abrió sus puertas en 2014 en Nonhyeon-dong, en Gangnam-gu. Era conocido como un lugar de reunión de celebridades de la televisión y los deportes, tenía la reputación de tener un código de vestimenta muy estricto y podía acomodar a 700 invitados con pistas de baile EDM y hip hop separadas. Era otro club al que Seungri estaba afiliado, y donde supuestamente había hecho arreglos para que los inversores recibieran favores sexuales. El dueño, de apellido Kang, y otro de los operadores del club, fueron arrestados por cargos de evasión de impuestos durante la investigación del escándalo.

### Antecedentes de Seungri como hombre de negocios
El escándalo del club se acentuó en los medios, exacerbado por la gran popularidad de Seungri y sus posibles conexiones comerciales con él. Había desarrollado una segunda carrera en los negocios, y el negocio de los clubes nocturnos no fue su primera empresa comercial, ya que fue precedido por varios otros: una cadena de restaurantes de ramen japonés, cosméticos, un café de gofres belgas y una compañía discográfica cofundada con su agencia YG Entertainment. Invirtió en biotecnología y nanotecnología y en el desarrollo de máscaras para protección contra el polvo amarillo, y fracasó en negocios inmobiliarios y electrónicos. Cerró su exitosa academia de canto y baile, Joy Dance – Plug In Music Academy, que abrió por primera vez en 2011, en su ciudad natal de Gwangju, con sucursales en Corea del Sur, después de que algunos padres se quejaran de un relación profesor-alumno "demasiado amistosa" en un lugar. En noviembre de 2018, ingresó al sector de TI cuando se convirtió en director creativo y modelo de HeadRock VR, una marca de franquicia de la empresa de productos AR SocialNetwork y su afiliada Mediafront; y asistió en la apertura del parque temático Headrock VR en Singapur.
Seungri, quien usó un nombre artístico que significa "victoria" en coreano, su verdadero nombre es Lee Seung-hyun, a la edad de 28 años, fue el miembro más joven de BigBang; habiendo debutado a los 15 años. Justo antes de que estallara el escándalo, lanzó su primer álbum de estudio en coreano en solitario en julio de 2018 y estaba realizando su primera gira en solitario, The Great Seungri, después de 13 años como miembro del grupo. Estaba llenando el vacío de la pausa de la banda mientras los cuatro miembros restantes estaban en el servicio militar, y esperando su propio alistamiento en marzo.
Jessica Oak de Billboard escribió: "Seungri ha forjado y construido un imperio propio durante sus 13 años en la industria. La superestrella se ha dado a conocer como un empresario próspero con empresas comerciales en sellos de comida, vida nocturna y música". Había sido el tema de un popular programa de televisión en SBS, sobre su vida y negocios, filmado "hablando cuatro idiomas y organizando lujosas fiestas en resorts de lujo". En agosto de 2018, Baik Su-jin, un periodista de The Chosun Ilbo, describió su historia, entre otras celebridades ricas, como una historia de "pobreza a riqueza", y agregó que Seungri fue un tardío en el centro de atención, solo entró en el suyo después de que los otros miembros de BigBang estuvieran ausentes. Seungri dijo: "Me costó eclipsar a otros miembros del grupo, así que estudié idiomas extranjeros". Dijo que había tratado de tener éxito en los negocios, en parte, porque se sentía "pasado por alto y subestimado" por los fanáticos, siendo el más joven del famoso grupo, y los negocios eran un lugar donde no tendría que competir con los otros miembros de la banda. Seungri dijo que su popularidad había sido un activo comercial y que había buscado socios que se beneficiaran de ella".
Su último álbum de estudio, The Great Seungri, fue una obra de teatro sobre su apodo, de la novela The Great Gatsby. Después de su participación en el escándalo, un crítico de cultura popular en Seúl, Lee Moon-won, dijo que "el Seungri multilingüe", con "múltiples intereses comerciales", había sido visto como una "exportación cultural ideal", considerado como un trabajador difícil por sus aficionados. Lee señaló la ironía de que se haya descubierto que Seungri es completamente comparable al protagonista de El gran Gatsby, no solo por su buena apariencia, perspicacia para los negocios y fiestas lujosas, sino porque ambos habían buscado "actividades ilícitas y corruptas para ganar fama y riqueza".

#### Amigos de Seungri y participantes del escándalo.
Seungri era cercano a los famosos Jung Joon-young, de 30 años, y Choi Jong-hoon, de 29 años, quienes se unieron a él cuando su agencia YG Entertainment inauguró su nuevo restaurante YG Republique en agosto de 2017, en Kuala Lumpur. Jung, un cantante, escritor de canciones y celebridad de la televisión, y la persona clave en la parte del escándalo del video de sexo ilícito, había sido amigo de Seungri durante varios años. En 2015, mostró su relación llamando a Seungri para conversar durante una transmisión de radio en vivo. En agosto de 2018, Seungri se unió a él en el programa de viajes Salty Tour, donde Jung era un miembro principal del elenco, e hizo comentarios que generaron acciones disciplinarias por parte de la Comisión de Normas de Comunicaciones de Corea debido a su insensibilidad de género o potencial "acoso sexual". Durante un episodio de transmisión en un viaje a Xiamen, China, Seungri le pidió a una invitada que eligiera un favorito entre los cinco miembros masculinos del elenco y les sirviera una bebida; de lo que se quejaron los espectadores.

## Desarrollo

### 2019: comienza el escándalo y se desarrollan los casos

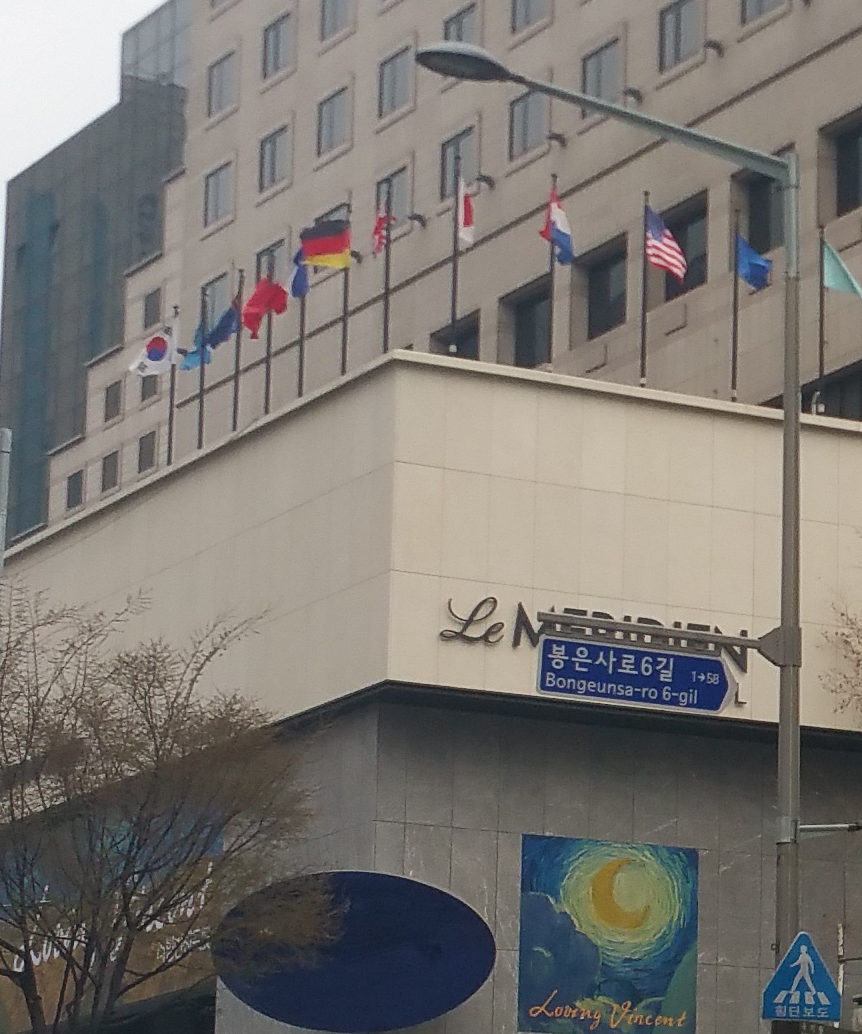
Hotel Le Meridien, en Gangnam, ubicación del Club Burning Sun.

#### 28 de enero, se informa sobre el asalto de Kim Sang-kyo en el Burning Sun
La primera toma de conciencia pública sobre el escándalo de Burning Sun fue el 28 de enero de 2019, cuando MBC Newsdesk informó sobre un presunto asalto a un asistente de club de 29 años, Kim Sang-kyo, en el mismo club. Kim dijo que estaba tratando de ayudar a una mujer que estaba siendo acosada sexualmente, pero que el personal lo agredió. Cuando llegó la policía de Yeoksam, fue arrestado como el agresor y fichado por siete cargos, que incluyen agresión criminal, un acto indecente, difamación y obstrucción del desempeño de sus funciones oficiales. Dijo que la policía lo agredió después de que lo arrestaron. El incidente ocurrió el 24 de noviembre de 2018, pero llamó la atención de los medios en enero de 2019, después de que Kim publicara una petición en el sitio web de Cheong Wa Dae detallando su agresión por parte del personal de Burning Sun y el maltrato por parte de la policía; y afirmando además que las clientas fueron drogadas por el personal y que el club tenía una relación corrupta con la policía del distrito. Otra petición actual en el sitio web pedía la investigación de la escena del club, en general, y las drogas que ocurren allí. Cheong Wa Dae es un sitio web de peticiones basado en We the People del expresidente Obama, y que se lanzó en agosto de 2017, en el día 100 del presidente Moon en el cargo. La petición de Kim había recibido el punto de referencia de 200.000 firmas, lo que provocó una respuesta oficial.

#### Acusaciones iniciales en el club Burning Sun
Durante las primeras etapas, el escándalo evolucionó en torno a la denuncia de Kim contra el club nocturno Burning Sun, incluidos los posibles delitos que pudieron haber ocurrido allí y las identidades de las partes responsables. El informe inicial del 28 de enero sobre el incidente de Kim, realizado por MBC Newsdesk, incluía dos videos de CCTV de las imágenes de seguridad del club que supuestamente mostraban el asalto de Kim dentro del club, y un segundo que mostraba a una mujer siendo arrastrada por un pasillo, y que presuntamente había sido drogada. Un informe de KBS pronto agregó que un presunto ex empleado había hablado sobre el uso de drogas ilegales en las salas vip del club. Un informe adicional de MBC, el 14 de febrero, incluyó denuncias de un supuesto cliente vip del club, quien dijo que el personal lo solicitó en mensajes de texto, ofreciendo mujeres que estaban disponibles para tener relaciones sexuales, después de prepararlas con drogas para violación en citas. Él afirmó haber recibido un videoclip del personal, que mostraba a "una mujer intoxicada siendo violada".
Para el 31 de enero de 2019, la Agencia de Policía Metropolitana de Seúl (SMPA por sus siglas en inglés) se había hecho cargo de la investigación, que incluía denuncias de corrupción de la policía local de Gangnam y colusión con los propietarios del club, y había asignado un equipo para investigar las denuncias de violencia sexual del club, consumo de drogas, el arresto de Kim y cualquier conexión con la comisaría local. La SMPA dijo que su respuesta rápida y la investigación de seguimiento se debieron a la atención de los medios atraída por la afiliación del miembro del grupo BigBang K-pop, Seungri, con el club. También dijeron que habían ampliado su investigación de acusaciones relacionadas con las drogas a todos los clubes de Gangnam, debido a la comercialización del club por parte de "comerciantes" o "doctores médicos" independientes para muchos clubes diferentes.
La participación de Seungri y su relación con el club nocturno se convirtió inmediatamente en un tema candente en los medios. Yang Hyun-suk, el jefe de su agencia, YG Entertainment, emitió un comunicado el 31 de enero de que Seungri había estado en el club el 28 de noviembre, pero se fue antes de que ocurriera el incidente de Kim. También dijo que la reciente renuncia de Seungri como director principal del club se debió a su próximo alistamiento militar. La respuesta tardía de Seungri a la controversia fue en una declaración de Instagram el 2 de febrero, afirmando que no estuvo presente en el club durante el presunto asalto de Kim, se había enterado tardíamente y se desempeñó como director ejecutivo del club y no participó en el operación o administración del club; pero él, sin embargo, se disculpó por no haber asumido la responsabilidad desde el principio.

#### 26 de febrero, primeros mensajes de KakaoTalk revelados
El 26 de febrero de 2019, SBS FunE publicó las primeras partes de las grabaciones de KakaoTalk que se volverían cruciales en la investigación, diciendo que su origen era una fuente anónima que las entregó a la Comisión de Derechos Civiles y Anticorrupción de Corea del Sur el 22 de febrero. Las grabaciones datan de 2015 y parecían implicar a Seungri con acusaciones de que había ordenado al personal de Burning Sun que contratara prostitutas para inversores extranjeros que venían a Seúl, en otro club nocturno de Gangnam. La fuente había citado una posible colusión policial como la razón para no entregarlos directamente a la policía. La policía realizó una conferencia de prensa el 4 de marzo, diciendo que no habían visto los mensajes originales de KakaoTalk sin editar y que dudaban de su veracidad, justo antes de un informe de SBS que detallaba cómo los habían obtenido.
El 27 de febrero, Seungri fue interrogado por la SMPA, una larga entrevista que duró toda la noche e incluyó una prueba de drogas. Seungri negó las acusaciones de intentos de comprar sexo para posibles inversores extranjeros (o sexo a cambio de favores comerciales) y cualquier conocimiento de los mensajes de KakaoTalk, que habían sido divulgados por los medios, conversaciones que supuestamente tuvo con un cofundador de Burning Sun y otro de sus empleados sobre tales arreglos; y negó el uso de drogas. Los informes de los medios dijeron que se utilizaron varios clubes nocturnos para el cabildeo, incluido uno llamado Arena, donde Seungri supuestamente arregló favores sexuales para los inversores. En una supuesta conversación de chat entre Seungri y sus socios comerciales en diciembre de 2015, Seungri dice: "Dale a B (el inversionista anónimo) todo lo que quiere. Acércate a las salas principales 3 y 4 en el club Arena. Tenemos invitados de Taiwán". Después de confirmar los arreglos con un hombre de apellido Kim, Seungri preguntó: "¿Y qué hay de las chicas? Dales las chicas fáciles”. Yoo respondió: “Estoy preparando a las prostitutas, así que si consigues dos prostitutas, entonces llévalas a las habitaciones del hotel. ¿Dos están bien?
En el Día Internacional de la Mujer, el 8 de marzo de 2019, el escándalo derivó en una protesta callejera en Gangnam contra el club Burning Sun y otros clubes nocturnos, pidiendo el fin de lo que los manifestantes llamaron una cultura en el país que trata a las mujeres como meros objetos sexuales. Aunque miles de mujeres se manifestaron en 2018 contra la filmación y los intercambio ilícitos, las acusaciones contra la imagen idealizada de los ídolos del pop todavía sorprendieron al público. La gravedad del escándalo provocó una respuesta del presidente Moon Jae-in, quien ordenó una investigación exhaustiva.

#### Seungri reservado
El 10 de marzo, Seungri fue fichado por cargos de soborno sexual. Al día siguiente, renunció a la industria del entretenimiento en su cuenta de Instagram, afirmando que había causado un "perturbamiento social" y dijo que cooperaría con la investigación.

#### 11 de marzo, se revelan las salas de chat y la fuente de KakaoTalk de Jung Joon-young
Se reveló que la fuente de los mensajes de KakaoTalk era un abogado, Bang Jung-hyun, el 11 de marzo, cuando fue entrevistado en SBS Eight O'Clock News. Había obtenido los mensajes de un denunciante o "fuente anónima", posiblemente un técnico en un taller de reparación de teléfonos, donde el cantante y animador Jung Joon-young había dejado su teléfono para que lo repararan. El denunciante había enviado un correo electrónico a Bang, de miles de chats tomados del teléfono de Jung, que tuvieron lugar durante ocho meses entre 2015 y 2016. Cuando comenzó el escándalo de Burning Sun, los mensajes telefónicos fueron enviados a la Comisión de Derechos Civiles y Anticorrupción y a SBS FunE; y las cintas de sexo filmadas en secreto y otros mensajes de chat en el teléfono de Jung se hicieron públicos. Durante la entrevista de SBS, se discutió la integridad del archivo de la sala de chat y se dijo que tenía un dispositivo a prueba de manipulaciones, técnicamente una verificación de código hash, que mostraba que el archivo no había sido manipulado; y podría presentarse como evidencia circunstancial para buscar más evidencia. Bang, un graduado en economía de la Universidad Nacional de Seúl y abogado en ejercicio, dijo sobre los chats: "Sus conversaciones mostraron que no solo hubo delitos sexuales cometidos por celebridades, sino también una relación íntima entre ellos y los principales oficiales de policía" y "es alguien más alto que el jefe de la comisaría de policía de Gangnam".

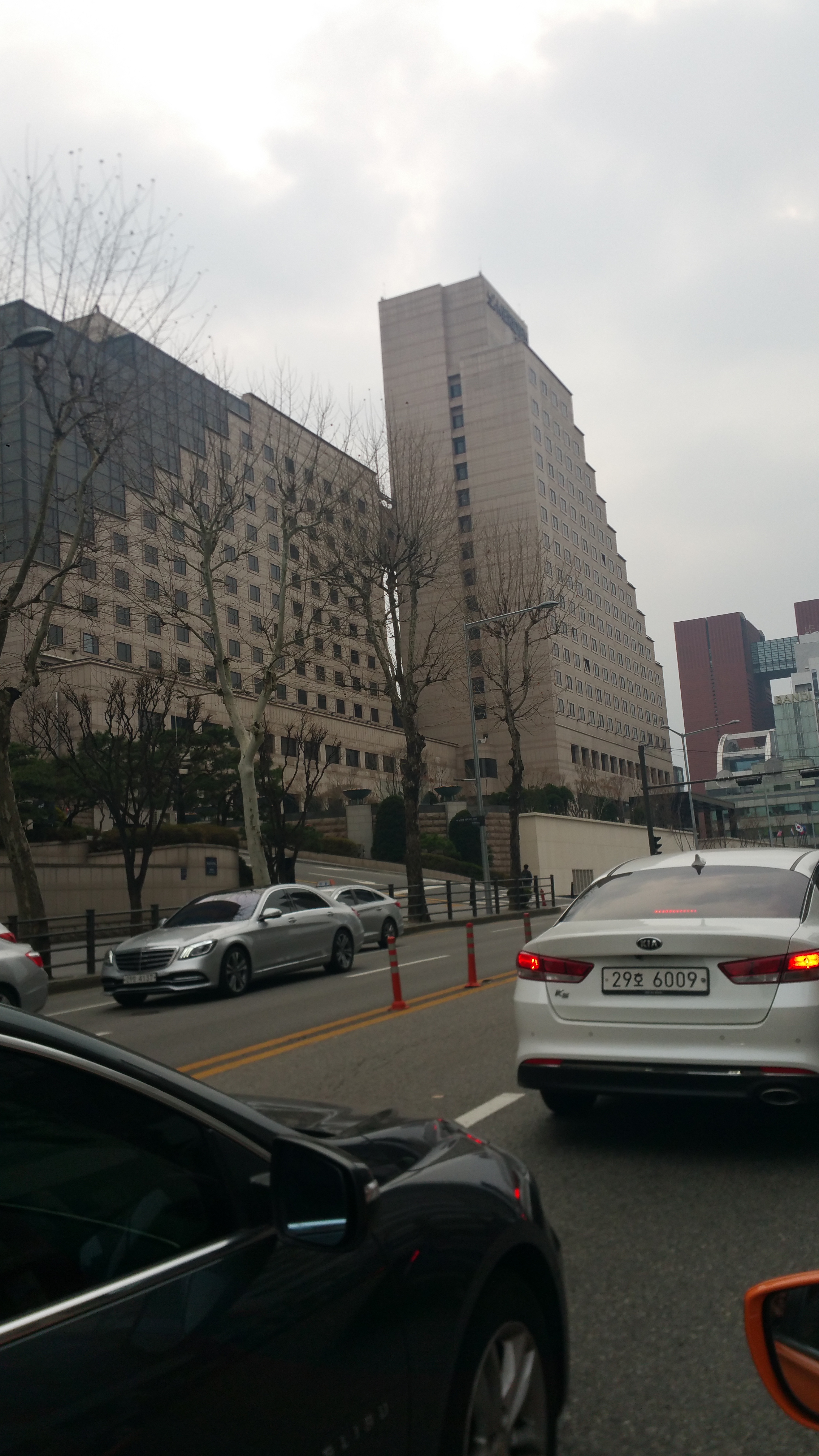
Tráfico en Bongeunsa-ro, Yeoksam-dong, Gangnam. Hotel Le Meridien, el club Burning Sun está localizado a la izquierda.

Además, el lunes 11 de marzo, debido a la posible participación de la policía, la Comisión, una agencia de vigilancia, entregó los registros a la Fiscalía Suprema de la República de Corea, pidiéndoles que investigaran el escándalo en lugar de la policía. En una semana, el caso fue transferido a la Oficina del Fiscal del Distrito Central de Seúl, quien dijo que asignaría un equipo para dirigir la investigación de la SMPA. Además, debido a las nuevas denuncias de posible mala conducta policial, el 14 de marzo, el Comisionado Min Gap-ryong de la Agencia Nacional de Policía de Corea (KNPA) informó al Ministerio de Seguridad Pública en la Asamblea Nacional, que "un total de 126 agentes se asignarán para investigar la discoteca Burning Sun, el asalto al Club Arena, el consumo de drogas, los vínculos con la policía y las denuncias de intermediación en la prostitución, filmación y distribución de videos ilegales, entre otras cosas". El presidente Moon ordenó una investigación del escándalo el 18 de marzo, para incluir dos casos anteriores de escándalos sexuales; el primero involucró a un exviceministro de justicia, Kim Hak-ui, quien fue absuelto de un escándalo en 2013, pero tenía nuevas acusaciones de violar a mujeres y aparecer en videos sexuales con ellas, y el segundo fue el suicidio en 2009 de la actriz novata, Jang Ja-yeon, cuya supuesta nota de suicidio incluía una lista de hombres con los que su agencia de entretenimiento la había obligado a tener relaciones sexuales. El manejo de esos casos había sido criticado por falta de imparcialidad debido a la participación de figuras de alto perfil. Dijo: "El liderazgo actual de la fiscalía y la policía debería arriesgar el destino de sus organizaciones con la responsabilidad de descubrir la verdad y convertirse en una agencia de aplicación de la ley que pueda revelar sus propios actos vergonzosos para recuperar la confianza", y "estoy enfatizando que si no podemos arreglarlo, no podemos llamar a esta sociedad una sociedad justa".
Ha Hyun-ock, editor adjunto de noticias financieras de JoongAng Ilbo, comparó los crecientes eventos con la mafia coreana, con acusaciones de "tráfico de drogas, prostitución, violencia, evasión de impuestos y colusión con la policía". Se refirió a la evaluación que Bang mencionó en el programa de noticias de SBS, de ser el comienzo de una mafia coreana, con la popularidad del K-pop creando celebridades de nuevo dinero y estatus, que se codean con negocios y conexiones gubernamentales.
Los escándalos entrelazados de Seungri y Jung se combinaron en una vista pública televisada cuando ambos fueron llamados a la estación de la SMPA el 14 de marzo, con más de 100 periodistas reunidos para la aparición de Jung a las 10 a. m.. Consistía en su llegada, y disculpa, antes de ingresar a la comisaría para ser interrogados y realizado en ellos un control antidrogas. La policía también interrogó al socio comercial de Seungri y al director ejecutivo de Yuri Holdings, Yoo In-seok. Seungri salió primero, alrededor de las 6:15. a. m. del 15 de marzo, unas 16 horas después, y dijo a los periodistas, cuando salía, que presentaría una solicitud para retrasar su servicio militar obligatorio a finales de mes. Jung salió, aproximadamente una hora después, después de su interrogatorio de 21 horas.

#### 1 de abril - fin de año, el socio comercial de Seungri admite haber contratado prostitutas y la primera orden de arresto falla
El 1 de abril, la SMPA anunció que había fichado a Seungri y Yoo por denuncias de malversación de fondos del club Monkey Museum, abierto en 2016. Las acusaciones posteriores indicaron que los fondos de Yuri Holdings se utilizaron para pagar los honorarios de los abogados en un caso penal que involucraba a un empleado del club. El 29 de abril, un titular de Chosun Ilbo, "El socio comercial de Seung-ri admite proxenetismo", siguió al nuevo interrogatorio de Seungri y Yoo por parte de la SMPA, en el que Seungri siguió negando cualquier participación en la prostitución, y Yoo finalmente admitió que suministró prostitutas a seis o más inversionistas japoneses en su discoteca Gangnam en diciembre de 2015. La SMPA tenía registros en papel de transacciones de dinero, un pago con tarjeta de crédito de YG Entertainment por parte de Seungri y una transferencia bancaria por parte de Yoo, y conversaciones en la sala de chat que los dos tuvieron con Jung sobre los arreglos; y había fichado a 17 prostitutas y proxenetas relacionados con los incidentes. Seungri fue convocado para ser interrogado sobre la supuesta malversación de fondos del club Burning Sun por primera vez, el 2 de mayo, luego de dieciséis interrogatorios previos sobre su supuesto arreglo de servicios sexuales para inversores.

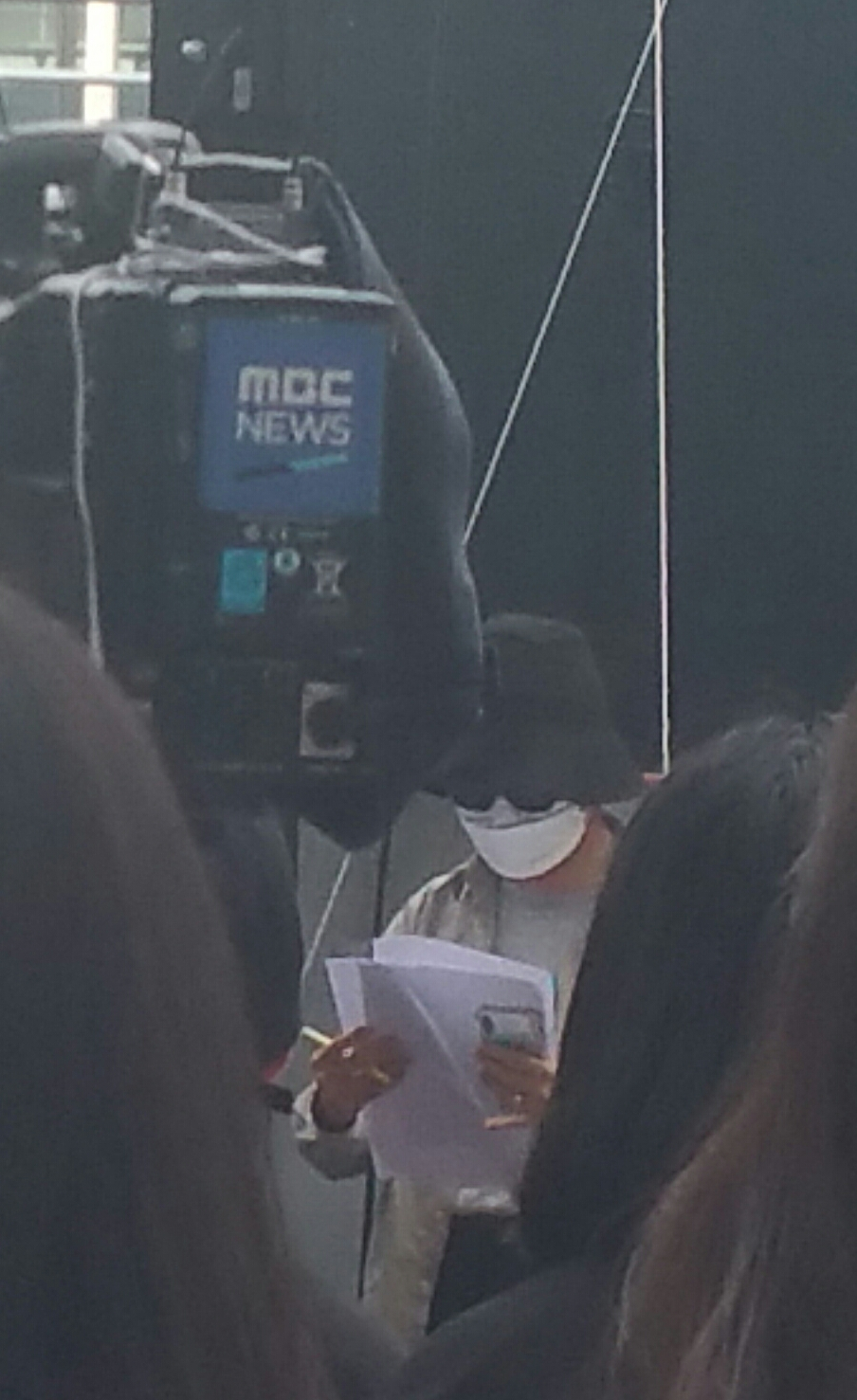
MBC TV cubriendo una manifestación de protesta hacia el club Burning Sun, en la salida del metro del Hotel Le Méridien, Gangnam, 25 de mayo de 2019.

El 7 de mayo, la SMPA solicitó órdenes de arresto, que incluyeron la detención preventiva, para Seungri y Yoo, y comparecieron en las audiencias del 14 de mayo, por cargos de malversación de fondos de la empresa y organización de servicios sexuales para inversores extranjeros, junto con un nuevo cargo de que Seungri había pagado por los servicios sexuales él mismo. Seungri admitió que recibió servicios sexuales ilícitos, pero negó todas las demás acusaciones en la audiencia del Tribunal del Distrito Central de Seúl, y lo llevaron a una celda de detención con cuerdas para esperar la decisión, que llegó más tarde en la noche, cuando se negaron ambas órdenes de arresto, con el tribunal citó "margen de disputa" sobre la supuesta malversación de fondos y dijo que la posibilidad de destruir pruebas era escasa. La SMPA remitió el caso de Seungri a los fiscales el 25 de junio, con cargos relacionados con 1100 millones de wones (951 000 dólares estadounidenses) por malversación de fondos, destrucción de pruebas, violación de las leyes sobre comercio sexual, delitos sexuales e higiene alimentaria. Las acusaciones incluyeron la contratación de prostitutas para él y para otros de Taiwán, Hong Kong y Japón desde diciembre de 2015 hasta enero de 2016. Su socio comercial, Yoo, también fue remitido a los fiscales por contratar prostitutas.
El programa Straight del 27 de mayo de MBC TV introdujo nuevas acusaciones y otro nombre de una celebridad en el escándalo. Alegó que el fundador de YG Entertainment, Yang Hyun-suk, había organizado servicios sexuales para inversores extranjeros en julio de 2014, lo que él y la compañía negaron. La SMPA inició una investigación basada en los detalles del programa sobre una supuesta cena en Gangnam y un viaje a un club nocturno NB, afiliado a Yang, que incluía al ya mencionado Yang, de 50 años, un fugitivo de Malasia, a Jho Low, de 38 años, un ciudadano tailandés llamado Bob (Chavanos Rattakul), cantante de YG, Madam Jung, Hwang Ha-na; y hasta 10 prostitutas, que supuestamente brindaban servicios sexuales en el club nocturno. El cantante PSY, de 42 años y que estaba con YG Entertainment en ese momento, emitió un comunicado de que le había presentado a su amigo Jho Low a Yang, y reconoció que él y Yang habían sido invitados a la cena con Low y el otro hombre, pero negó cualquier participación en las supuestas actividades. Las acusaciones también hacían referencia a una denuncia de violación de diciembre de 2018 en Burning Sun contra Rattakul, uno de los inversores extranjeros también afiliado a Seungri, y que había sido convocado por la policía. En junio, la policía interrogó a Yang sobre las acusaciones de prostitución, pero no lo tomó como sospechoso y PSY fue interrogado como testigo sobre el incidente de julio de 2014, cuyo plazo de prescripción expiraría pronto. El 17 de julio, la SMPA informó haber fichado a Yang por acusaciones de organizar servicios sexuales para inversores extranjeros en 2014, junto con tres sospechosos más por acusaciones de prostitución; pero retiró los cargos contra Yang y los sospechosos el 20 de septiembre, afirmando que no los habían constatado.
Una acusación previa de las posibles apuestas de Seungri en el extranjero fue reavivada por un informe de JTBC del 9 de agosto que alegaba instancias de Yang y Seungri que habían apostado hasta 1 a 2 mil millones de wones en el MGM Grand Las Vegas en ocasiones anteriores. La SMPA dijo que estaban examinando los registros financieros de Yang en busca de posibles transacciones ilegales de divisas que pudieran haber sido utilizadas para su supuesta apuesta, que es ilegal para los surcoreanos en el país y en el extranjero. El 14 de agosto, tanto Yang como Seungri fueron fichados por cargos de juego habitual, y para el 20 de agosto, los cargos incluían transacciones ilegales de comercio exterior y se había impuesto una prohibición de viajar para ambos. El 28 y 29 de agosto, ambos fueron interrogados y Seungri admitió haber apostado, pero negó las acusaciones de obtención ilegal de fondos, en violación de la Ley de Transacciones de Divisas. Seungri fue interrogado nuevamente el 24 de septiembre y Yang el 1 de octubre El 31 de octubre, la SMPA dijo que remitiría a Yang y Seungri, junto con otros tres, para el enjuiciamiento por presunto juego habitual, por un período de tiempo desde la segunda mitad de 2014 hasta el presente.
En el primer caso con denuncias de colusión policial, un ex oficial de policía de Gangnam de apellido Kang, de 44 años, fue sentenciado a un año de prisión el 14 de agosto. Durante el juicio, el codirector ejecutivo Lee Sung-hyun testificó que pagó 20 millones de wones (17.000 dólares) a Kang para cubrir un incidente con un menor de edad en el Burning Sun y que no había discutido los arreglos con Seungri. En casos relacionados con drogas, el 22 de agosto, el codirector ejecutivo Lee Moon-ho recibió una sentencia suspendida de tres años de libertad condicional y servicio comunitario por un año y medio de prisión en un caso de uso habitual de drogas en el que se declaró culpable, pero en un segundo juicio el 28 de noviembre, fue sentenciado a un año de prisión con cargos de usar más de 10 drogas, incluyendo éxtasis y ketamina en clubes de Gangnam desde 2018 hasta febrero de 2019. El tribunal dijo que la posición de Lee Moon-ho como operador del club Burning Sun lo colocó en un nivel diferente al de un "delincuente de drogas ordinario" y su primera sentencia había sido "ligera e injusta". Un alto funcionario de la SMPA, Yoon Gyu-geun, de 49 años, conocido como el "jefe de policía" en las salas de chat, fue arrestado el 10 de octubre, acusado de aceptar sobornos y abuso de poder, entre otros, luego de un registro en su oficina en septiembre. Yoon fue remitido para enjuiciamiento en junio por supuestamente informar a Seungri y Yoo In-seok sobre las campañas de la policía, pero un informe de The Korea Times por Lee Suh-yoon cuestionó la búsqueda tardía y el enfoque en Yoon como posiblemente relacionado con haber trabajado en la Casa Azul en 2017 bajo el mando del ministro de Justicia Cho Kuk, quien estaba siendo investigado en un caso separado. Un empresario llamado Jeong, un posible vínculo entre Yoon y Yoo, fue arrestado anteriormente por cargos de malversación de fondos. Yoon fue acusado el 29 de octubre de cargos de soborno, obstrucción de negocios y ocultación de pruebas, entre otros, relacionados con acusaciones de intentar encubrir ilegalidades en Burning Sun y otros negocios dirigidos por Seungri y Yoo. También se alega que Yoon recibió acciones no cotizadas del empresario Jeong en relación con el caso; mientras que Jeong es sospechoso de estar vinculado a transacciones financieras ilícitas en el caso separado contra el exministro de Justicia Cho. Un empleado de Burning Sun, un doctor médico llamado Cho, de 28 años, uno de los primeros investigados en el escándalo del club, fue condenado a cuatro años y seis meses de prisión a principios de diciembre por contrabando y administración de drogas.

#### Otras investigaciones
La SMPA anunció el 15 de mayo que habían remitido al denunciante original del escándalo del club, Kim Sang-kyo, a la acusación por agredir sexualmente a tres mujeres y obstruir el negocio.
A principios de julio, el gobierno respondió a una petición de Cheong Wa Dae del 11 de abril que detallaba nuevas denuncias en el club Burning Sun, seguida de un informe en Straight de MBC TV. Los testigos entrevistados en el programa alegaron "tráfico sexual de menores y abuso sexual violento de mujeres", afirmando que se instalaron salas vip en el club y fuera del sitio para clientes, incluidos los de familias coreanas de clase alta, y un equipo especial de limpieza llamado "incineradores" fueron empleados para eliminar la sangre y las pruebas incriminatorias. La petición, que recibió las firmas requeridas, solicitaba la investigación de una presunta violación en grupo por parte de seis hombres en una de las salas vip, de una mujer a la que se le había administrado GHB, llamado "mulpong" en Corea del Sur. A fines de junio, la reportera de BBC News, Laura Bicker, compartió acusaciones similares sobre la vida nocturna de Gangnam, "en sus deslumbrantes clubes nocturnos, las mujeres han sido drogadas por orden de hombres poderosos y violadas" y "niñas menores de edad están siendo explotadas sexualmente con fines de lucro". El 9 de julio, el comisionado Min de KNPA respondió que las acusaciones de abuso sexual y uso de drogas en las salas vip, según la petición, no fueron confirmadas. Agregó: "Aceptaré humildemente las críticas del público de que los resultados de la investigación son insuficientes en relación con el caso del Burning Sun".
El 17 de julio, la SMPA celebró una reunión preventiva en las oficinas de policía de Seodaemun-gu para discutir una "segunda apertura del club Burning Sun", luego de que un informe de KBS detallara posibles nuevos problemas de acoso sexual en un nuevo club en el área de Gangnam, inaugurado por ex empleados del club Burning Sun, solo cuatro meses después de su cierre. Además, como parte de una iniciativa anticorrupción establecida en la conflictiva comisaría de Gangnam, la SMPA anunció un reclutamiento abierto sin precedentes solo para esa comisaría a mediados de julio, después de que 164 agentes fueran transferidos a otros departamentos. También se creó un equipo de respuesta conjunta de tres meses recién formado para investigar la actividad ilegal del club en Gangnam, desde agosto hasta octubre, para evitar un nuevo incidente de Burning Sun.
El 10 de septiembre, la División de Seguridad Cibernética de la SMPA remitió cargos de difamación y pornografía a doce participantes en una investigación del personal de los medios que comenzó el 3 de mayo. Se presentó una petición a Cheong Wa Dae, alegando que un grupo de chat de unos 200 reporteros, productores y personal de los medios había compartido videos ilícitos de incidentes ocurridos en el Burning Sun, así también como información sobre burdeles y prostitutas.
El 29 de septiembre, Lee Jae-jung, miembro del Comité de Seguridad y Administración Pública de la Asamblea Nacional, publicó datos de la SMPA que muestran que 12 de los 40 policías involucrados en las acusaciones iniciales de agresión a Kim Sang-kyo y posteriormente habían sido sancionados, con cualquier acción pendiente para figuras clave, como Yoon. Lee criticó los resultados como "muy decepcionantes" y "lejos de las expectativas del público".

### 2020: Prosiguen las acusaciones y los juicios

#### La segunda orden de arresto de Seungri falla, la fiscalía acusa sin arresto
El 8 de enero de 2020, siete meses después de que la policía presentara su caso, la fiscalía presentó una segunda orden solicitando el arresto de Seungri por siete cargos: prostitución para él y para otros (29 veces para inversores extranjeros entre septiembre de 2015 y enero de 2016), malversación de fondos (alrededor de $ 17,000 de Yuri Holdings), apuestas habituales en Las Vegas (por un período de tres años y seis meses desde 2013), transacciones ilegales de divisas, violación de la Ley de Higiene Alimentaria (en el club Monkey Museum) y compartir tres fotos desnudas sin consentimiento de mujeres a través de mensajería móvil. No se solicitaron otras órdenes de arresto para su socio comercial Yoo, ni para ninguna otra persona involucrada. El tribunal rechazó la solicitud en una audiencia el 13 de enero, diciendo que la detención no estaba justificada en base al "papel" y la "participación en las fechorías" de Seungri y su "actitud hacia la investigación de la fiscalía".
El 30 de enero, los fiscales acusaron a nueve personas, sin detención, por acusaciones de delitos relacionados con el caso de Burning Sun, entre ellos: Seungri por mediar en prostitución, juegos de azar y violación de la Ley de transacciones de divisas, Yoo In-seok por mediar en prostitución y negocios de malversación de fondos y Yang Hyun-suk por apuestas y violación de la Ley de Transacciones de Divisas. Otros dos, Jung Joon-young y Choi Jong-hoon, que ya estaban encarcelados después de un juicio por violación en 2019, fueron acusados de solicitar prostitución y sobornar a un oficial de policía en un incidente por conducir ebrios, respectivamente.
El 7 de febrero, un tribunal de apelaciones anuló la condena en juicio del ex oficial de policía Kang y la sentencia en agosto de 2019 por colusión policial en la admisión de un cliente menor de edad en el club Burning Sun, basándose en la falta de pruebas que demostraran que Kang había recibido el dinero.
El 3 de abril, cuatro de las nueve personas acusadas de acusaciones de prostitución recibieron un juicio sumario, con Jung Joon-young multado con un millón de wones y el doctor médico anterior de Burning Sun, Kim, multado con dos millones de wones. El 25 de abril, el llamado "jefe de policía" Yoon Gyu-geun, previamente arrestado en el otoño de 2019 por acusaciones de soborno y favores de mediación para el club Burning Sun, entre otros, fue absuelto de todos los cargos por una corte tribunal del Distrito Central de Seúl en primera instancia debido a la falta de pruebas de la acusación, aunque el tribunal dijo: "No es que el acusado sea 100 por ciento inocente o que los cargos no sean ciertos".
En una audiencia judicial del 3 de junio, Yoo admitió todos los cargos, incluidos los relacionados con la prostitución y la malversación de fondos. En el juicio del 22 de junio, Yoo nuevamente admitió la mayoría de los cargos, pero negó la intencionalidad, en particular en el cargo de malversación de fondos. Sus cargos incluyen acusaciones de tráfico sexual un total de veinticuatro veces a inversionistas extranjeros entre 2015 y 2016 para abrir el club Burning Sun. En una audiencia judicial el 9 de septiembre, Yang admitió los cargos de apuestas que involucran alrededor de 400 millones de wones (alrededor de $335.000 dólares) en los casinos de Las Vegas aproximadamente veinte veces entre 2015 y 2019; con la próxima audiencia programada para el 28 de octubre En una cita en la corte para Yoo el 14 de octubre, se discutió el interrogatorio de testigos duplicados tanto para el juicio civil como para el juicio militar de Seungri.
El 27 de noviembre, un tribunal de primera instancia condenó a Yang Hyun-suk a una multa de 15 millones de wones ($13.600 dólares estadounidenses) por una veintena de cargos de apuestas en Las Vegas entre julio de 2015 y enero de 2019; junto con tres asociados de YG Entertainment y de la compañía afiliada YGX, Kim de 37 años y Lee de 41 también fueron multados, cada uno con 15 y 10 millones de wones, respectivamente.
Yoo recibió una sentencia suspendida de tres años de libertad condicional por un año y ocho meses de prisión el 24 de diciembre.

#### Comienza el juicio militar de Seungri
Después de la conclusión de la investigación penal y la acusación en una corte civil, el 4 de febrero, Seungri, que ya había cumplido 30 años (en edad coreana), recibió una notificación final para su servicio militar obligatorio por parte de la Administración de Recursos Humanos Militares. Su declaración decía que estaban "preocupados de que un juicio prolongado en tribunales civiles" pudiera restringir la obligación militar y que el caso en su contra sería remitido a un tribunal militar para ser juzgado. Seungri se unió al ejército el 9 de marzo y el 15 de mayo, su juicio fue transferido del Tribunal del Distrito Central de Seúl a un tribunal militar, con el juicio en un tribunal civil para los seis acusados restantes, incluido Yoo In-seok, programado para proceder por separado. En su primera audiencia en el Tribunal Militar General del Comando de Operaciones Terrestres en Yongin el 16 de septiembre, Seungri negó todos los cargos excepto las violaciones de la Ley de Transacciones de Divisas. Una segunda cita en la corte el 14 de octubre enumeró unos veintidós testigos programados para testificar.

### 2021 – 2022: Procesos finales

#### El juicio militar de Seungri concluye y se presentan apelaciones
El 14 de enero, durante el juicio militar en curso, los fiscales agregaron un noveno cargo contra Seungri, alegando que él y Yoo involucraron a pandilleros para intervenir en una disputa de bar en diciembre de 2015. El testimonio de los testigos concluyó el 1 de julio, con la negación de Seungri de todos los cargos, excepto una violación de la ley de moneda extranjera durante el juego en Las Vegas; y la fiscalía recomendó una sentencia de cinco años y una multa por todos los cargos. Un fiscal militar dijo de Seungri: "A pesar de obtener ventajas de los crímenes, está transfiriendo la responsabilidad a otra persona... Teniendo en cuenta sus puntos de vista problemáticos y su actitud con respecto al sexo, debe enfrentar un castigo severo".
El 12 de agosto, Seungri fue sentenciado a tres años de prisión, una multa de 1150 millones de wones ($990.000 dólares estadounidenses) y detención inmediata. Los nueve cargos fueron: "mediación de prostitución en violación de la Ley sobre el castigo del arreglo de actos sexuales comerciales, malversación de fondos, juegos de azar en el extranjero, servicios de prostitución, violación de la Ley de Transacciones de Divisas, violación de la Ley de Higiene Alimentaria, violación de la Ley sobre casos especiales relacionados con el castigo, etc. de delitos sexuales, violación de una ley sobre el castigo agravado, etc. de delitos económicos específicos y movilización de pandillas para amenazar a las personas". El monto total de la malversación fue de 528 millones de wones (alrededor de $455.000 dólares estadounidenses); la cantidad de apuestas en Las Vegas, entre diciembre de 2013 y agosto de 2017, fue de 2200 millones de wones (alrededor de $2 millones de dólares); y el período de contratación de prostitutas para inversores extranjeros de Taiwán, Japón, Hong Kong y otros países fue entre diciembre de 2015 y enero de 2016. Debido al cargo de "violación de la Ley de Casos Especiales Relativos al Castigo, Etc. de Delitos Sexuales" o la distribución de tres fotos de mujeres desnudas a través de una sala de chat móvil, se le ordenó proporcionar su información personal a un registro de crímenes sexuales". Si bien negó los cargos, Seugri afirmó que su mensaje de KakaoTalk, ampliamente difundido por los medios, sobre mujeres que "dan bien", podría haber sido un error tipográfico causado por la función de autocorrección de su teléfono.
Seungri y la fiscalía militar presentaron apelaciones el 19 y 25 de agosto, respectivamente. El 27 de enero de 2022, un tribunal militar de apelaciones redujo a la mitad la sentencia de prisión de tres años de Seungri, a un año y seis meses, e impuso una multa menor, basada en su admisión de culpabilidad y "reflexión" sobre los nueve cargos. Se calculó que el encarcelamiento militar de Seungri, en ese momento, terminaría después de otros trece meses. Esta sentencia fue confirmada por la Corte Suprema de Corea el 26 de mayo de 2022, luego de lo cual Seungri fue dado de baja del ejército y trasladado a una prisión civil para cumplir el resto de su mandato.

#### Primer reportero Kim Sang-kyo sentenciado
El denunciante original, Kim Sang-kyo, fue posteriormente juzgado y sentenciado después de sus acusaciones de 2018 por agresión sexual y obstrucción de negocios en el club Burning Sun. El 8 de noviembre de 2022, Kim fue declarado culpable de uno de los tres cargos de agresión sexual, obstrucción de negocios y difamación. El tribunal ordenó una sentencia suspendida de un año de prisión y dos años de libertad condicional, junto con la finalización de un programa de tratamiento de agresión sexual de 40 horas y 80 horas de servicio comunitario. Dos hombres que estuvieron involucrados en la denuncia de agresión inicial presentada por Kim contra el club también fueron juzgados y sentenciados; un director del club llamado Jang recibió ocho meses de prisión y dos años de libertad condicional, y otro hombre llamado Choi fue multado.

## Reportaje de investigación

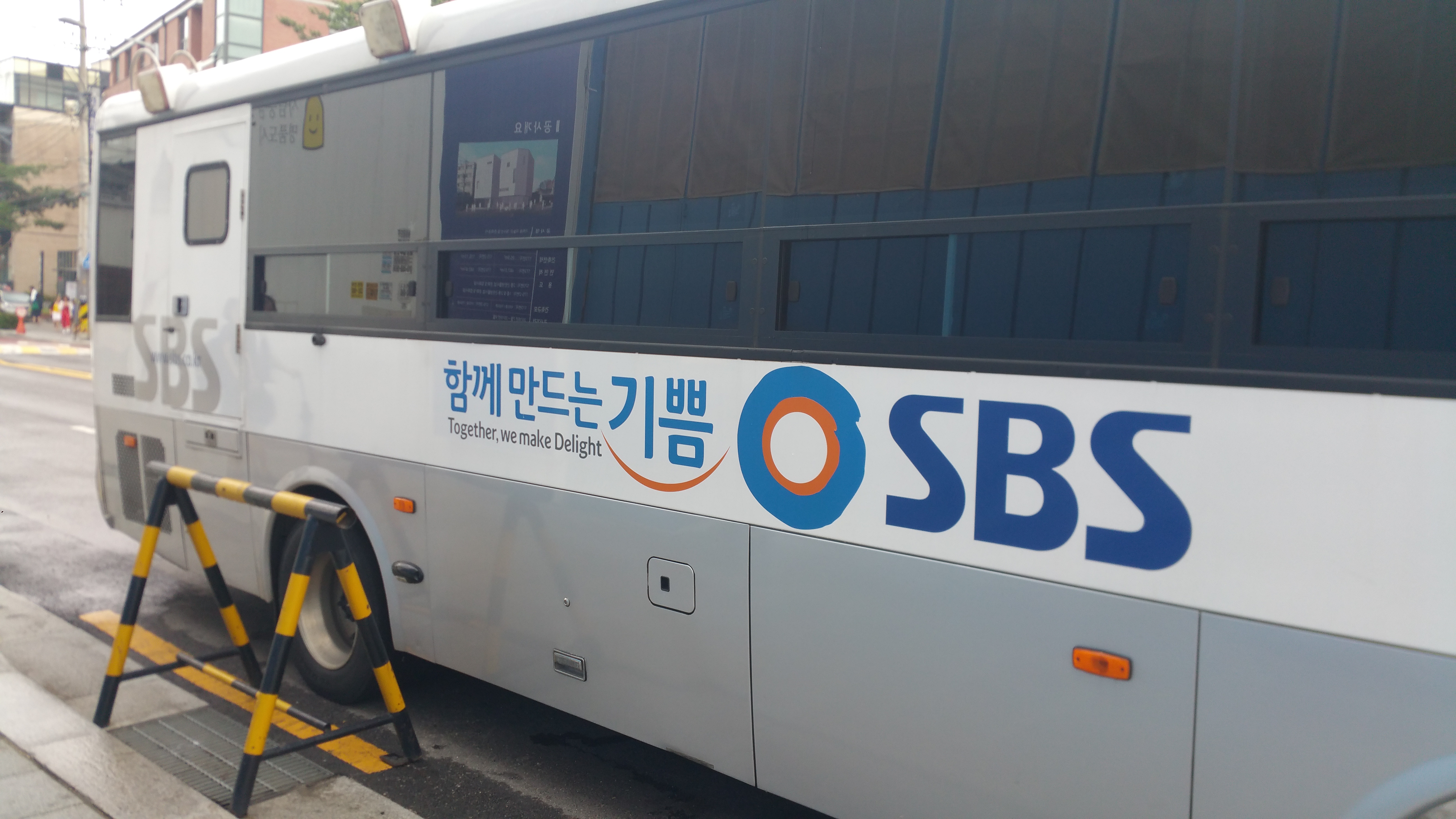
Autobús SBS VIP, Bukchon Hanok Village, Seúl.

La reportera de investigación de SBS que examinó los mensajes de chat de KakaoTalk enviados por el denunciante a la estación de televisión SBS funE fue Kang Kyung-yoon. Su trabajo anterior incluía informar sobre los casos de corrupción relacionados con la expresidenta Park Geun-hye. Cuando comenzó a entrevistar a algunas de las víctimas de los videos, descubrió que no sabían de su existencia. Ella dijo: “Algunos de ellos suplicaron: 'Por favor, sálvame. ¿Cómo voy a vivir después de esto?'” Ella dijo que estaban avergonzados y enojados, pero temían "llevar una letra escarlata como víctima de un delito sexual", por lo que temían ser identificados. Kang dijo que algunas personas vieron la investigación del video sexual como un medio para desviar la atención del escándalo de corrupción más grande con sus múltiples acusaciones, pero ella lo percibía como un problema social grave sobre el que era necesario informar.
A fines de marzo de 2019, Seungri le dijo al director del programa de investigación de SBS, Unanswered Questions, en un mensaje de texto que el abogado, que el denunciante y el periodista eran responsables de todas las acusaciones penales en su contra, y que no habían verificado los hechos correctamente y habían "arruinado su carrera para su propio beneficio personal". En junio, el equipo de producción de Unanswered Questions recibió el Gran Premio de igualdad de género de la ciudad de Seúl, en parte por su cobertura del escándalo.

## Resumen de la investigación

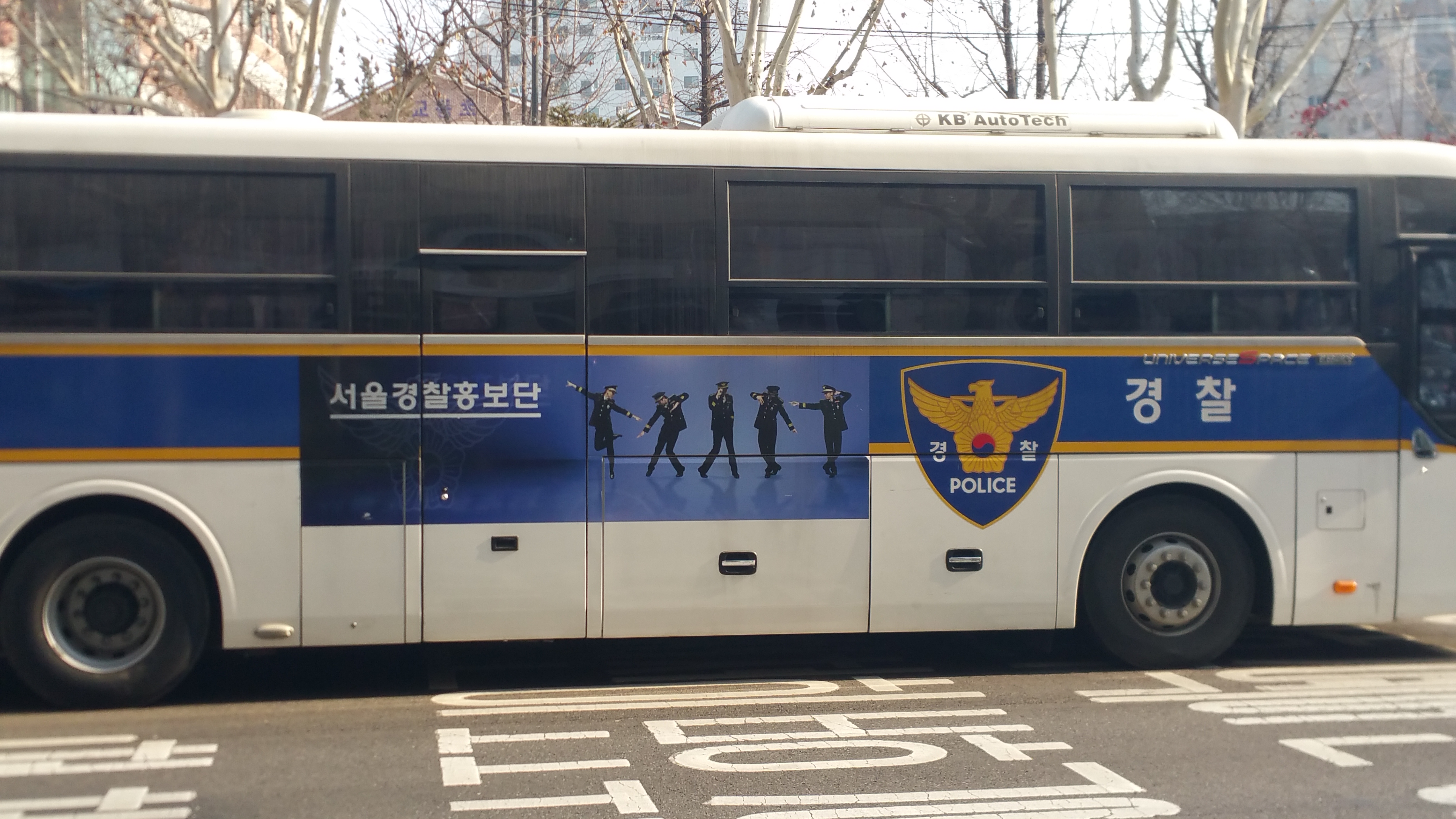
Autobús de prensa de la Agencia de Policía Nacional de Corea KNPA, en Jongno-gu, Seúl.

Durante el transcurso de la investigación, la SMPA se centró en el club Burning Sun y sus afiliados. La policía realizó registros en dicho club, en las casas del CEO Moon y de un ejecutivo de ventas Han, así como en Burning Sun Entertainment, YG Entertainment, Yuri Holdings, Junwon Industries y Club Arena (y en la Oficina Regional de Seúl del Servicio Nacional de Impuestos de Corea del Sur relacionado con denuncias de evasión de impuestos). La investigación encontró una inversión de 2,450 millones de wones (US$2,15 millones) en Burning Sun, con el inversionista taiwanés aportando 1000 millones de wones y Seungri con 225 millones de wones. La Agencia de Noticias Yonhap informó que uno de los inversionistas del club, quizás Junwon Industries, el accionista principal de Burning Sun Entertainment que operaba el club Burning Sun, y el operador de Le Méridien Seoul, pudo haber forjado una conexión con el hotel, en la cantidad de $8,8 millones, utilizando la empresa intermediaria para atraer mayores inversiones al club. El CEO de Junwon, Choi Tae-young, fue acusado de malversación de fondos, junto con Seungri y Yoo. Un empleado de Burning Sun, Ahn, que trabajaba como guía coreana de una inversionista taiwanesa, fue fichado por cargos de malversación de fondos, y se investigó la posibilidad de cualquier inversión de Tríada o conexiones con el crimen organizado mediante la Interpol y otras agencias. La inversionista taiwanesa de Burning Sun, Lin, también fue acusada de malversación de fondos, en connivencia con Seungri y Yoo.
Seungri fue investigado por presuntamente: suministrar prostitutas para inversores, compartir una foto ilícita de una mujer en la sala de chat de Jung, dar entradas para conciertos al oficial de policía Yoon y malversación de fondos de los clubes Monkey Museum y Burning Sun. El socio comercial de Seungri y director ejecutivo de Yuri Holdings, Yoo In-seok, de 34 años, fue investigado por conexiones con el oficial de policía de Gangnam, Yoon, malversación de fondos del Museo del Mono y Burning Sun, y por suministrar prostitutas, junto con Seungri. Los directores ejecutivos Lee Sung-hyun y Lee Moon-ho, ambos de 29 años, fueron investigados por presuntamente contratar a menores como guardias de seguridad y por sobornar al ex oficial de policía de Gangnam, Kang, con 20 millones de wones ($17.700 dólares estadounidenses) para encubrir un problema de consumo de alcohol entre menores de edad en el club, esto último que Lee Sung-hyun admitió haber hecho, en una audiencia para Kang. El jefe de YG, Yang, y el cantante PSY fueron interrogados como testigos sobre acusaciones adicionales de sexo por favores que involucran a Yang y los invitados extranjeros Jho Low y Chavanos Rattakul. Acusaciones que ambos negaron, y el caso finalmente se cerró por la falta de pruebas.
Los arrestos relacionados con el club Burning Sun incluyeron al director ejecutivo Lee Moon-ho, quien fue detenido y acusado de consumo de drogas y distribución de drogas a clientes del club. Otros incluyeron a un miembro de la junta del club, Jang, el presunto atacante del asistente del club Kim Sang-kyo, un miembro del grupo de chat llamado Kim que distribuyó videos ilícitos y un guardia de seguridad del Club Arena, Yoon, acusado de atacar a un invitado en 2017. Una promotora china, apodada Anna, de 26 años, fue investigada por consumo y distribución de drogas, pero no se realizó ningún arresto. Un propietario del club Arena, Kang Mo, de 46 años, y un "títere" del club, de apellido Lin, fueron arrestados por cargos de evasión de impuestos, acusados de no haber pagado impuestos por un monto de 16,2 mil millones de wones (US $14,31 millones) entre 2014 y 2017. El 11 de abril, la SMPA dijo que 59 personas habían sido detenidas relacionadas con cargos de uso y distribución de drogas en el escándalo de Burning Sun, y 11 estaban bajo arresto.
El ex oficial de policía de Gangnam, Kang, de 44 años, fue arrestado por acusaciones de intermediación entre Burning Sun y otros oficiales de policía, y fichado por ayudar con un incidente de consumo de alcohol entre menores de edad en Burning Sun, que co-CEO Lee Sung -hyun admitió haberle pagado. Los despidos e investigaciones policiales incluyeron a un superintendente sénior, Yoon, que conocía a Yoo y ayudó con el incidente de consumo de alcohol entre menores de edad y las infracciones de zonificación comercial del Museo de los Monos, y fue acusado de violar la Ley de soborno y solicitud indebida por recibir entradas para conciertos por parte de Seungri.
En investigaciones periféricas, la policía anunció más de 500 arrestos relacionados con las drogas el 25 de marzo de 2019, luego de declarar la "guerra total" contra los delitos de drogas el 25 de febrero, debido al escándalo en el club Burning Sun. De las 523 detenciones por uso y distribución de drogas, 216 fueron detenidos. 421 casos, o el 82%, involucraron drogas psicotomiméticas como GHB, una droga común utilizada para violaciones en citas, y una presuntamente utilizada en el Burning Sun. El 30 de mayo, la SMPA informó haber arrestado a casi 4000 personas en 148 establecimientos de entretenimiento por cargos relacionados con las drogas en los tres meses de represión posteriores al inicio del escándalo. Unos 920 de ellos fueron detenidos; 886 por delitos relacionados con drogas, 23 por agresión sexual o violación bajo la influencia de drogas y 11 por tomar videos ilegales durante el consumo de drogas. La mayoría entre la edad de 20 y 30 años, y alrededor del 40% de los delitos involucraron el uso de la droga éxtasis.

## Problemas con las mujeres y protestas públicas

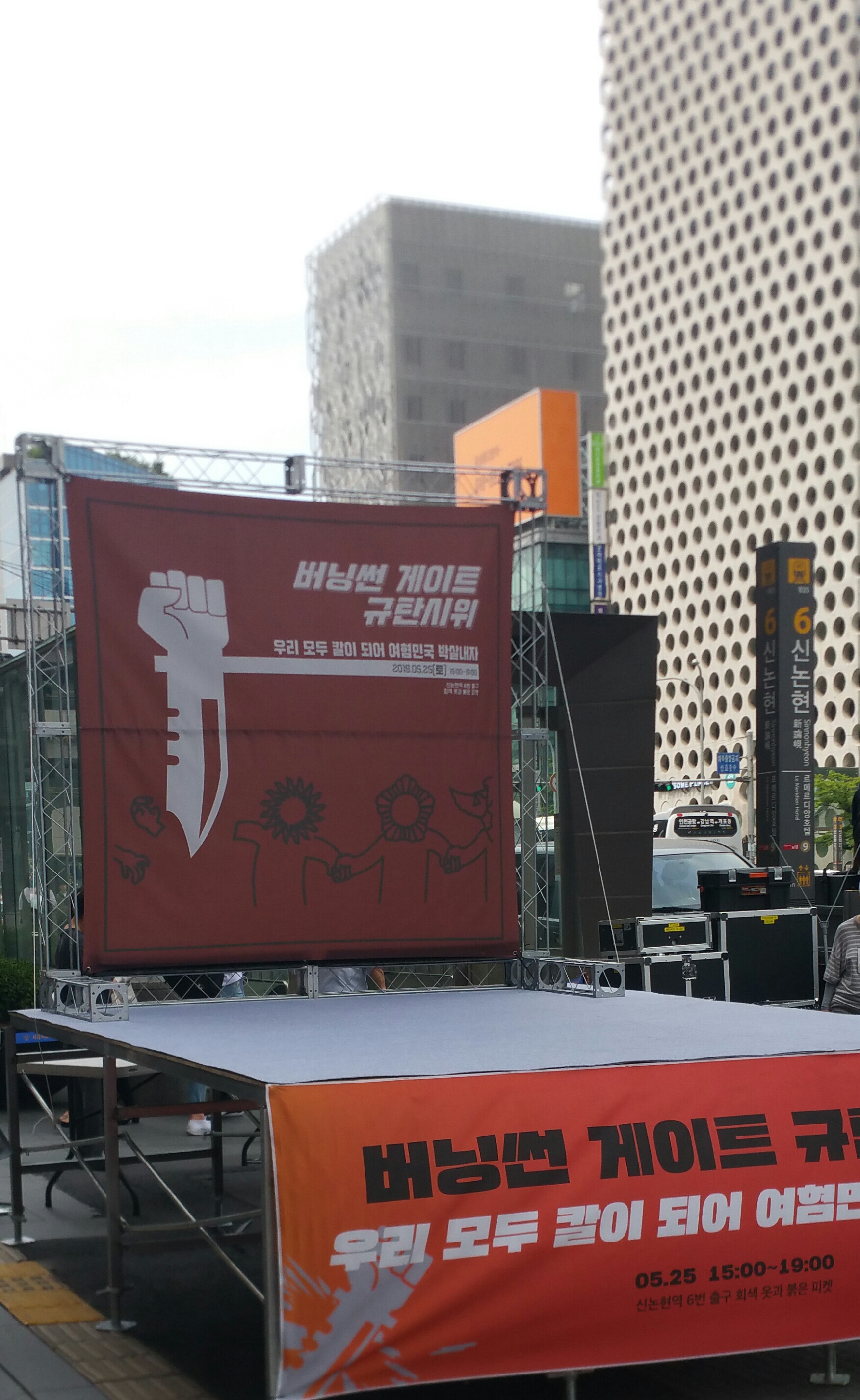
Manifestación de protesta, salida 6 de la estación Sinnonhyeon (Hotel Le Méridien), en Gangnam, 25 de mayo de 2019.

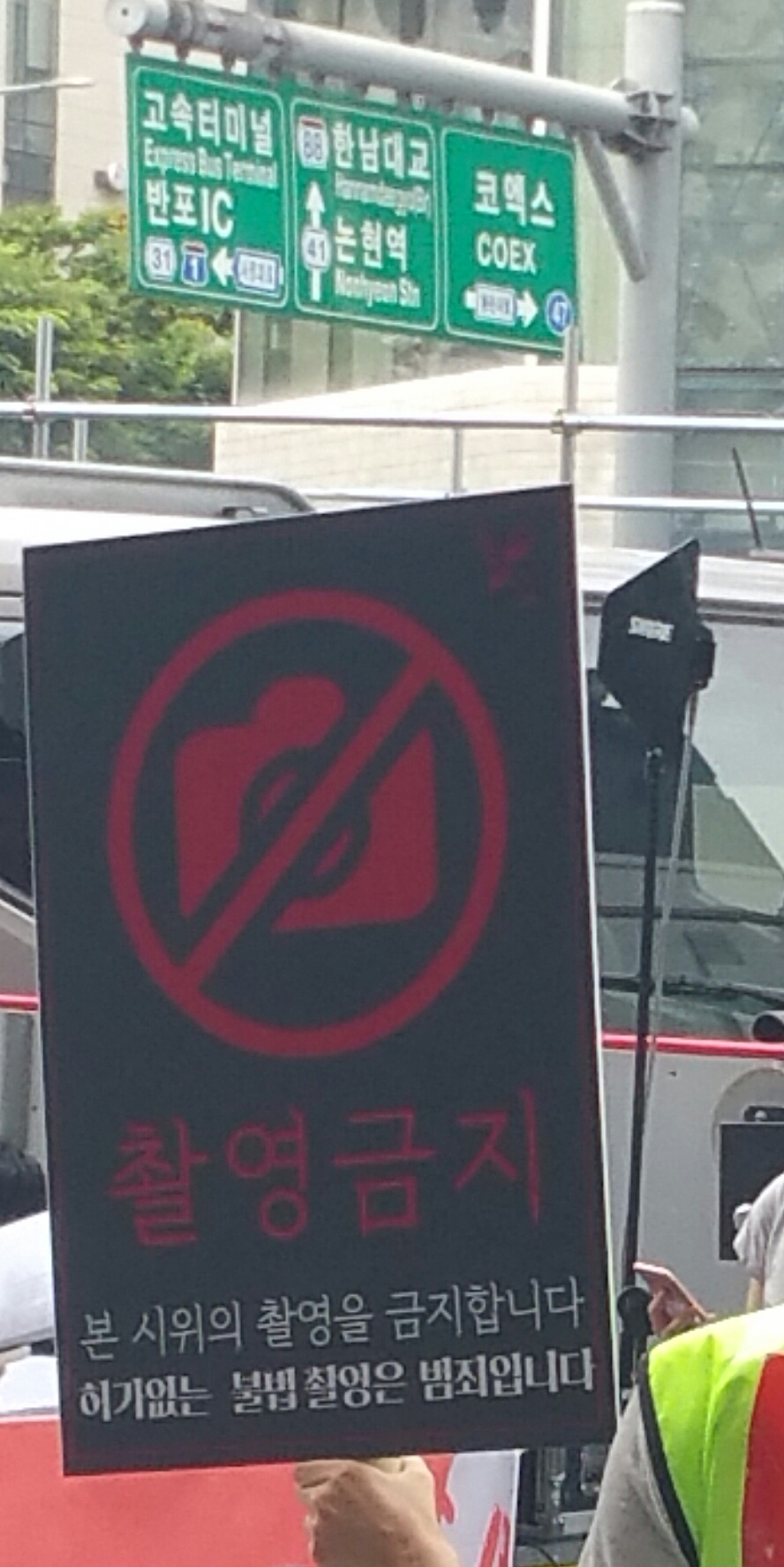
Protestas contra el club nocturno Burning Sun, estación Sinnonhyeon (Hotel Le Méridien), en Gangnam, Seúl, el 25 de mayo de 2019.

El escándalo provocó protestas públicas a principios de marzo de 2019, y más tarde, después de que fracasaran los intentos de la policía de arrestar a Seungri y Yoo. Una conferencia de prensa del 17 de mayo realizada por grupos de derechos de las mujeres, frente a la SMPA, criticó los resultados de la investigación de Burning Sun de tres meses, realizada por unos 152 oficiales, como "pésima", con acusaciones de vínculos del club con la policía, y la filmación ilegal de mujeres y distribución aún sin resolver. Las manifestaciones de fin de semana para condenar los resultados de la investigación comenzaron en la Casa Azul el 19 de mayo y en Gangnam el 25 de mayo. Lee Taek-kwang, profesor de la Universidad Kyung Hee, dijo: “El reciente escándalo del club nocturno Burning Sun expuso una cultura que explota a las mujeres, lo que ha provocado la ira pública”. Meses después, el 6 de noviembre, miembros de siete grupos cívicos y de mujeres, incluido el Partido Verde de Corea y el Centro Coreano de Respuesta a la Violencia Sexual Cibernética (KCSVRC), realizaron una conferencia de prensa y una protesta frente al edificio SMPA Jongno-gu exigiendo la renuncia del comisionado de la KNPA, Min Gap-ryong, criticando las investigaciones policiales de los casos de Jang Ja-yeon y del club Burning sun como parciales y mal realizadas.
El escándalo se sumó a las discusiones en curso sobre los problemas de las mujeres en Corea del Sur: la desigualdad de género, el incipiente movimiento Me Too en el país, el feminismo, molka, la prostitución y la actitud de la industria del K-pop hacia las mujeres. El movimiento #MeToo de Corea del Sur comenzó en enero de 2018 y fue seguido por #SchoolMeToo de estudiantes, que se convirtió en el tema social más tuiteado en Corea del Sur en 2018, seguido por "feminismo", luego "molka", la abreviatura de "cámaras espía que están ocultas en lugares como baños públicos y para los videos explícitos que luego se publican en sitios pornográficos". En julio de 2018, miles marcharon en Seúl contra las cámaras espía y el gobierno respondió contratando trabajadores para monitorear los baños públicos, pero las activistas criticaron una actitud general de desdén hacia los crímenes, citando una "desigualdad de género y misoginia profundamente arraigadas en el país". Una clasificación de la OCDE de 2018 del país, en el puesto 30 de 36 para el empleo de mujeres, ejemplifica la brecha salarial de género del país, mientras que ocupa un lugar destacado en la educación de las mujeres. La distribución de videos sexuales de Jung fue uno de los principales temas de género de los que se habló en las plataformas en línea en Corea del Sur durante la primera mitad de 2019, y las investigaciones muestran una tendencia creciente de temas basados en el género, la mayoría en un contexto negativo.
Las conversaciones incluyeron la industria del K-pop, a la que los críticos culparon de sexualizar a las mujeres; Jang Yun-mi, portavoz de la Asociación de Mujeres Abogadas de Corea, dijo: "La industria en Corea... es un club de chicos". La activista por los derechos de las mujeres, Bae Bok-ju, dijo sobre las acusaciones de cámaras espía en el escándalo: "Este caso solo muestra que las estrellas masculinas del K-pop no son una excepción cuando se trata de ser parte de esta realidad tan perturbadora que explota a las mujeres". Pero, la periodista independiente de Seúl, Haeryun Kang, opinó en el periódico The Washington Post: "El escándalo de celebridades más reciente ha generado furia entre tantas mujeres coreanas, no porque sea único, sino porque la historia va mucho más allá de la industria del K-pop. Los patrones de comportamiento masculino se sienten inquietantemente familiares. La dinámica de poder de género, que a menudo cosifica a las mujeres en herramientas sexuales, se siente agotadoramente repetitiva", y dijo que el escándalo era más que "misoginia y cámaras espía", sino una historia más amplia de la "supuesta participación del club nocturno Burning Sun en la prostitución, el tráfico de drogas y la corrupción policial".

## Efectos en la industria del entretenimiento
Entre el 25 de febrero y el 15 de marzo de 2019, cinco importantes empresas de entretenimiento de Corea del Sur perdieron un 17,52 % de su valor, y su valor de mercado cayó de 3,35 billones de wones (alrededor de $2.960 millones de dólares estadounidenses) a 2.76 billones de wones. Las acciones cayeron para las "tres grandes" compañías de gestión de K-pop: YG Entertainment (compañía de Seungri), 24,8 por ciento, SM Entertainment, 20 por ciento, JYP Entertainment, 5,5 por ciento; y caídas adicionales del 20 por ciento para Cube Entertainment y FNC Entertainment. Pero, el 11 de abril, mientras el escándalo aún estaba bajo investigación, los expertos (FinGuide Inc. y un analista de Hyundai Motor Securities) pronosticaron que las compañías de entretenimiento registrarían un sólido crecimiento de las ganancias en 2019, con ganancias operativas sustanciales para las tres grandes discográficas; mientras que otros agregaron que era poco probable que la dependencia financiera del K-pop en YouTube se viera afectada. Sin embargo, para el 16 de septiembre, las acciones de YG Entertainment habían caído casi a la mitad desde el 7 de enero.
La actriz Park Han-byul, quien se casó con Yoo de Yuri Holdings en 2017, primero declaró que no sabía nada más que él era el socio comercial de Seungri, pero se disculpó públicamente el 19 de marzo, luego de que se informara que ella y su esposo habían jugado al golf anteriormente con el oficial de policía de alto rango bajo investigación por colusión con los clubes nocturnos en el escándalo. Ella dijo que no dejaría un papel importante en el drama televisivo Love in Sadness, a pesar de los llamados de algunos espectadores para que lo hiciera.
YG Entertainment descontinuó las ventas de mercadería con Seungri, y las principales cadenas y compañías de cable eliminaron episodios de programas en los que habían aparecido tanto Seungri como Jung. En el escándalo de otro artista de YG Entertainment, el 12 de junio de 2019, el ídolo BI, cuyo verdadero nombre es Kim Han-bin, de 23 años, compositor y líder de la banda de K-pop iKon, renunció a su grupo después de que el medio de comunicación Dispatch revelara mensajes de 2016 de KakaoTalk de él intentando comprar LSD de un presunto traficante de drogas, lo cual admitió. YG Entertainment, aún bajo escrutinio por acusaciones relacionadas con su ex artista Seungri y el líder Yang en el escándalo de Burning Sun, terminó rápidamente su contrato con BI, declarando su "sentido de responsabilidad en la gestión de sus artistas asociados"; y Yang renunciaron a la agencia el 14 de junio, en medio de acusaciones de colusión policial para encubrir el caso.
Los festivales de EDM de Seúl respondieron que no celebrarían fiestas posteriores en 2019 en los clubes de Gangnam, debido a la investigación policial del club Burning Sun. Los festivales a menudo se promovieron en asociación con clubes de entretenimiento y Ultra Korea, el Festival Mundial de DJ de Seúl y el Festival de Música de Danza Spectrum, todos celebrados después de las fiestas en 2018 en el Burning Sun, entre otros clubes. Un organizador de Ultra Korea, dijo que debido a las denuncias del escándalo de delitos sexuales que involucran GHB o "mulpong", y el uso de cannabis en festivales, provocaron la creación de planes para movilizar perros detectores, controles de bolsos y rayos X para monitorear el tráfico de drogas en ese año.
Los clubes nocturnos de Gangnam, generalmente "un lugar de peregrinaje para los fanáticos del K-pop", vieron de inmediato una disminución de los turistas chinos, seguido de una disminución general de los clientes de los clubes nocturnos y de los bares lounge. Los bares que fueron registrados como restaurantes generales ante el Ministerio de Seguridad de Alimentos y Medicamentos, donde no se permite bailar, una táctica utilizada por los clubes en el escándalo de Burning Sun para evitar pagar impuestos más altos, se sometieron a un estricto control, provocando un ambiente tenue con letreros de "Por favor no bailar" colocados y la policía controlando, para hacer cumplir la regla. A finales de octubre, el Ministerio de Asuntos Exteriores de Francia publicó un informe informativo (no una alerta de viaje) para los viajeros con destino a Corea del Sur, en el que se recomendaba precaución debido a los casos denunciados de GHB y drogas de asalto en clubes de Hongdae, Itaewon y Gangnam, a su vez aconsejándoles tener cuidado al ir a los clubes en dichas ciudades, siguiendo las informes de los medios de comunicación sobre el escándalo del Burning Sun.
Después de que los usuarios de Internet suscitaran rumores sobre la posible participación de varias actrices en el escándalo, Go Joon-hee, quien fue manejada por YG Entertainment en 2015, primero se opuso en las redes sociales y luego presentó una demanda por difamación contra doce de ellas, citando daños y perjuicios a su carrera, y Han Hyo-joo presentó una denuncia penal contra treinta y tres más. Otras actrices y sus agencias negaron y advirtieron sobre acciones legales, y al menos siete (que incluían estudiantes universitarios, desempleados, trabajadores de la construcción y un ciudadano estadounidense) fueron arrestados y remitidos para su enjuiciamiento.
Algunas escenas de una película surcoreana de 2019, Quantum Physics, sobre un escándalo de drogas de celebridades en un club nocturno, se filmaron en el club nocturno Burning Sun antes de que cerrara. Aunque no se basó en el escándalo de la vida real, el director Lee Sung-tae dijo que reconsideró una de las escenas de la película, ya que estaban editando mientras estaba en curso dicho escándalo.
Un artículo retrospectivo de noviembre de 2019, escrito por Matthew Campbell y Sohee Kim para Bloomberg Businessweek, señaló que la industria del K-pop, en general, había ignorado el escándalo, "sin demandas organizadas de un mejor comportamiento de las estrellas masculinas o discusiones serias sobre la renovación de cómo se entrenan a los ídolos". Citaron a un exejecutivo de SM Entertainment, Jeong Chang-hwan, sobre su impacto implícito: “Es una gran lección sobre lo que no se debe hacer”, dice. “El mejor maestro para los ídolos jóvenes es ver a otros ídolos meterse en un escándalo y desaparecer de la industria”.

## Respuesta pública
Las denuncias de mala conducta policial y corrupción en el escándalo agregaron apoyo público a una propuesta del gobierno para crear una agencia de investigación independiente, anunciada por primera vez por el presidente Moon en julio de 2017, y aún en debate político. Propuesto para "descubrir irregularidades por parte de funcionarios gubernamentales de alto nivel y sus familiares", con el poder de hacerse cargo de los enjuiciamientos, los opositores habían cuestionado su propio potencial de corrupción.
Las reacciones de los fanáticos del K-pop fueron mixtas, algunos pidieron a YG Entertainment que sacara a Seungri del grupo BigBang por empañar la imagen del grupo y haber usado la celebridad del grupo para promover su negocio, incluso esperando una explicación fuera de la oficina de su agencia. Sin embargo, otros fanáticos continuaron apoyándolo.
El público pareció boicotear una cadena de fideos llamada Aori Ramen entre enero y abril de 2019, según varios dueños de tiendas que presentaron una demanda de compensación en julio culpando a Seungri, quien había dirigido y promovido la franquicia, por la caída de las ventas.
Los términos de búsqueda nacional más populares de Google en Corea del Sur para 2019 incluyeron a Jung Joon-young, clasificado en el número dos en general y en el número uno como figura pública principal; Burning Sun ocupó el tercer lugar en noticias y problemas nacionales. Los editores de la Agencia de Noticias Yonhap seleccionaron el escándalo como una de las diez noticias más importantes de Corea del Sur de 2019.